# Hörvik
Hörvik är en tätort i Sölvesborgs kommun i Blekinge län, belägen på Listerlandet vid Hanöbukten. Tätorten har två kärnor, bestående av de två hamnarna i de idag sammanvuxna byarna Hörvik och Krokås. De två historiska byarna är belägna på varsin sida av viken Hörviken. Söder om Hörvik ligger naturreservatet Listershuvud och norr om Krokås ligger naturreservatet Spraglehall.
Hörvik är en fiskeort och här finns ett rökeri, som inte varit i bruk sedan nedläggningen 2018. I Hörviks hamn driver Sjöräddningssällskapet en räddningsstation.
Här finns även en fornlämning i form av en kolerakyrkogård med tillhörande minnessten.

## Befolkningsutveckling
| Befolkningsutvecklingen i Hörvik 1960–2020 | Befolkningsutvecklingen i Hörvik 1960–2020 | Befolkningsutvecklingen i Hörvik 1960–2020 | Befolkningsutvecklingen i Hörvik 1960–2020 | Befolkningsutvecklingen i Hörvik 1960–2020 |
| ------------------------------------------ | ------------------------------------------ | ------------------------------------------ | ------------------------------------------ | ------------------------------------------ |
|                                            |                                            |                                            |                                            |                                            |
| År                                         |                                            |                                            | Folkmängd                                  | Areal (ha)                                 |
| 1960                                       | 1960                                       |                                            | 593                                        |                                            |
| 1965                                       | 1965                                       |                                            | 585                                        |                                            |
| 1970                                       | 1970                                       |                                            | 760                                        |                                            |
| 1975                                       | 1975                                       |                                            | 727                                        |                                            |
| 1980                                       | 1980                                       |                                            | 883                                        |                                            |
| 1990                                       | 1990                                       |                                            | 868                                        | 80                                         |
| 1995                                       | 1995                                       |                                            | 867                                        | 84                                         |
| 2000                                       | 2000                                       |                                            | 819                                        | 85                                         |
| 2005                                       | 2005                                       |                                            | 776                                        | 88                                         |
| 2010                                       | 2010                                       |                                            | 784                                        | 89                                         |
| 2015                                       | 2015                                       |                                            | 802                                        | 107                                        |
| 2020                                       | 2020                                       |                                            | 823                                        | 125                                        |
|                                            |                                            |                                            |                                            |                                            |

## Historia
Namnet finns som “Hörevÿk” i Carl Gripenhielms karta från 1600-talet, men då för att beteckna viken Hörviken, snarare än en bebyggelse.
Ursprungligen var Hörvik en utmark till Hosaby, medan Krokås var utmark till Mjällby. Hosaby och Mjällby var och är orter belägna på centrala Listerlandet, väster om Hörvik och Krokås. De källor som från 1500-talet till 1700-talet nämner Hörvik domineras av ålfiske. Århundradena före Hörviks grundande var området alltså brukat för säsongsfiske.
Den första invånaren bosatte sig i Hörvik år 1756, han var ursprungligen från Hosaby och hette Erik Persson. Den första familjen var fiskaren Johannes Håkansson och hans fru Hanna, som flyttade till Hörvik från Hällevik år 1798. Deras son Nils, född 1800, var den första infödda invånaren i Hörvik. Den första bosättaren på Krokås kom cirka år 1840, han hette Åke Mårtensson och var ursprungligen från Hisingen.
När koleran drabbade Sverige under 1800-talet var sjöfolk särskilt utsatta på grund av bristfällig förvaring av mat ombord till sjöss. Med anledning av detta, samt fattigdomen, drabbades Hörvik särskilt hårt. Så många avled att man skapade en särskild kolerakyrkogård vid gränsen mellan Hörvik och Krokås, för att slippa frakta alla lik till kyrkogården i Mjällby.
Åren 1894–1895 påbörjades planläggning av Hörviks hamn, och den byggdes 1901–1905. Piren i Krokås hamn byggdes under 1890-talet.
Från slutet av 1800-talet till och med slutet av andra världskriget fanns stenhuggeriverksamhet i Spraglehall på Krokås. Under mellankrigstiden började denna verksamhet blomstra, men den fick sitt slut i och med Tysklands förlust i andra världskriget. Tyskland var huvudinköpare av stenen, och än idag går det att finna kullersten från Spraglehall i städer som Berlin och Hamburg.
År 1922 öppnades en järnvägsstation i Hörvik, en del av den så kallade Listerbanan, som kopplade samman Hörvik med Hällevik, Hosaby och Sölvesborg. Järnvägsstationen i Hörvik lades ner 1956, då övrig blekingsk järnväg skulle få sina spår utbyggda, men Listerlandet ansågs för glesbefolkat.
1933 börjades minknäring i Hörvik, vilken är aktiv än idag.
Under andra världskriget byggdes i Hörvik-Krokås flera värn inom den så kallade Skånelinjen, även kallad Per-Albin-linjen. Ett par av dessa finns bevarade, och kustvärn 1017 i Krokås blev år 2023 efter ett par års återställande öppnat för allmänheten.
I oktober 2023 gick passagerarfartyget Marco Polo på grund utanför Hörvik, och läckte ut olja som sedan drev in mot land.  Hörviks kustremsa spärrades av medan kusten sanerades.

## Evenemang
Varje år anordnas “Nostalgidagen” – ett evenemang med musikuppträdande, marknad, båtturer och sillstekning. Tidigare kallades evenemanget "Ålafiskets dag".
I Krokås, vid det gamla stenbrottet vid Spraglehall, anordnas varje år utomhuskonserten "Fritt spelrum".